# Cliff Wiley
Pour les articles homonymes, voir Wiley.
Cliff Wiley (né le 21 mai 1955) est un ancien athlète américain, spécialiste du 400 m.
Il a battu le record du monde du 4 × 100 m, avec l'équipe américaine, composée de William Collins, Steve Riddick, lui-même et Steve Williams, en 38 s 03, lors de la Coupe du monde de 1977 à Düsseldorf, le 3 septembre [1].
Son meilleur temps est de 44 s 70, obtenu à Sacramento, le 21 juin 1981.

## Palmarès
| Année | Compétition                | Lieu                | Résultat | Épreuve        | Performance |
| ----- | -------------------------- | ------------------- | -------- | -------------- | ----------- |
| 1979  | Jeux panaméricains         | San Juan Porto Rico | 1er      | 4 × 100 mètres | 38 s 85     |
| 1981  | Universiade d'été          | Bucarest, Roumanie  | 1er      | 400 mètres     |             |
| 1981  | Coupe du monde des nations | Rome, Italie        | 1er      | 400 mètres     |             |
| 1983  | Jeux panaméricains         | Caracas, Venezuela  | 1er      | 400 mètres     | 45 s 02     |

## Référence et Liens externes
1. Journal L'Équipe du surlendemain du record incluant un reportage d'Alain Billouin consacré à cette performance et illustré d'une photo des 4 relayeurs après l'arrivée. de la course.
- Ressources relatives au sport :   - Track and Field Statistics
  - World Athletics